# Diolcogaster belokobylskiji
Diolcogaster belokobylskiji är en stekelart som beskrevs av Kotenko 2007. Diolcogaster belokobylskiji ingår i släktet Diolcogaster och familjen bracksteklar. Inga underarter finns listade i Catalogue of Life.